# Saulzais-le-Potier
Saulzais-le-Potier est une commune française située dans le département du Cher en région Centre-Val de Loire, au centre de la France.

## Géographie

### Climat
Pour des articles plus généraux, voir Climat du Centre-Val de Loire et Climat du Cher.
En 2010, le climat de la commune est de type climat océanique dégradé des plaines du Centre et du Nord, selon une étude du CNRS s'appuyant sur une série de données couvrant la période 1971-2000. En 2020, Météo-France publie une typologie des climats de la France métropolitaine dans laquelle la commune est exposée à un climat océanique altéré et est dans la région climatique  Ouest et nord-ouest du Massif Central, caractérisée par une pluviométrie annuelle de 900 à 1 500 mm, maximale en automne et en hiver. 
Pour la période 1971-2000, la température annuelle moyenne est de 11,3 °C, avec une amplitude thermique annuelle de 15,4 °C. Le cumul annuel moyen de précipitations est de 744 mm, avec 10,9 jours de précipitations en janvier et 7,3 jours en juillet. Pour la période 1991-2020, la température moyenne annuelle observée sur la station météorologique la plus proche, située sur la commune d'Orval à 14 km à vol d'oiseau, est de 12,3 °C et le cumul annuel moyen de précipitations est de 757,1 mm,. Pour l'avenir, les paramètres climatiques de la commune estimés pour 2050 selon différents scénarios d'émission de gaz à effet de serre sont consultables sur un site dédié publié par Météo-France en novembre 2022.

## Urbanisme

### Typologie
Au 1er janvier 2024, Saulzais-le-Potier est catégorisée commune rurale à habitat dispersé, selon la nouvelle grille communale de densité à 7 niveaux définie par l'Insee en 2022.
Elle est située hors unité urbaine. Par ailleurs la commune fait partie de l'aire d'attraction de Saint-Amand-Montrond, dont elle est une commune de la couronne,. Cette aire, qui regroupe 36 communes, est catégorisée dans les aires de moins de 50 000 habitants,.

### Occupation des sols
L'occupation des sols de la commune, telle qu'elle ressort de la base de données européenne d’occupation biophysique des sols Corine Land Cover (CLC), est marquée par l'importance des territoires agricoles (76,1 % en 2018), néanmoins en diminution par rapport à 1990 (77,7 %). La répartition détaillée en 2018 est la suivante : 
terres arables (33,5 %), prairies (28 %), forêts (22,5 %), zones agricoles hétérogènes (14,6 %), zones urbanisées (1,4 %).
L'évolution de l’occupation des sols de la commune et de ses infrastructures peut être observée sur les différentes représentations cartographiques du territoire : la carte de Cassini (XVIIIe siècle), la carte d'état-major (1820-1866) et les cartes ou photos aériennes de l'IGN pour la période actuelle (1950 à aujourd'hui).

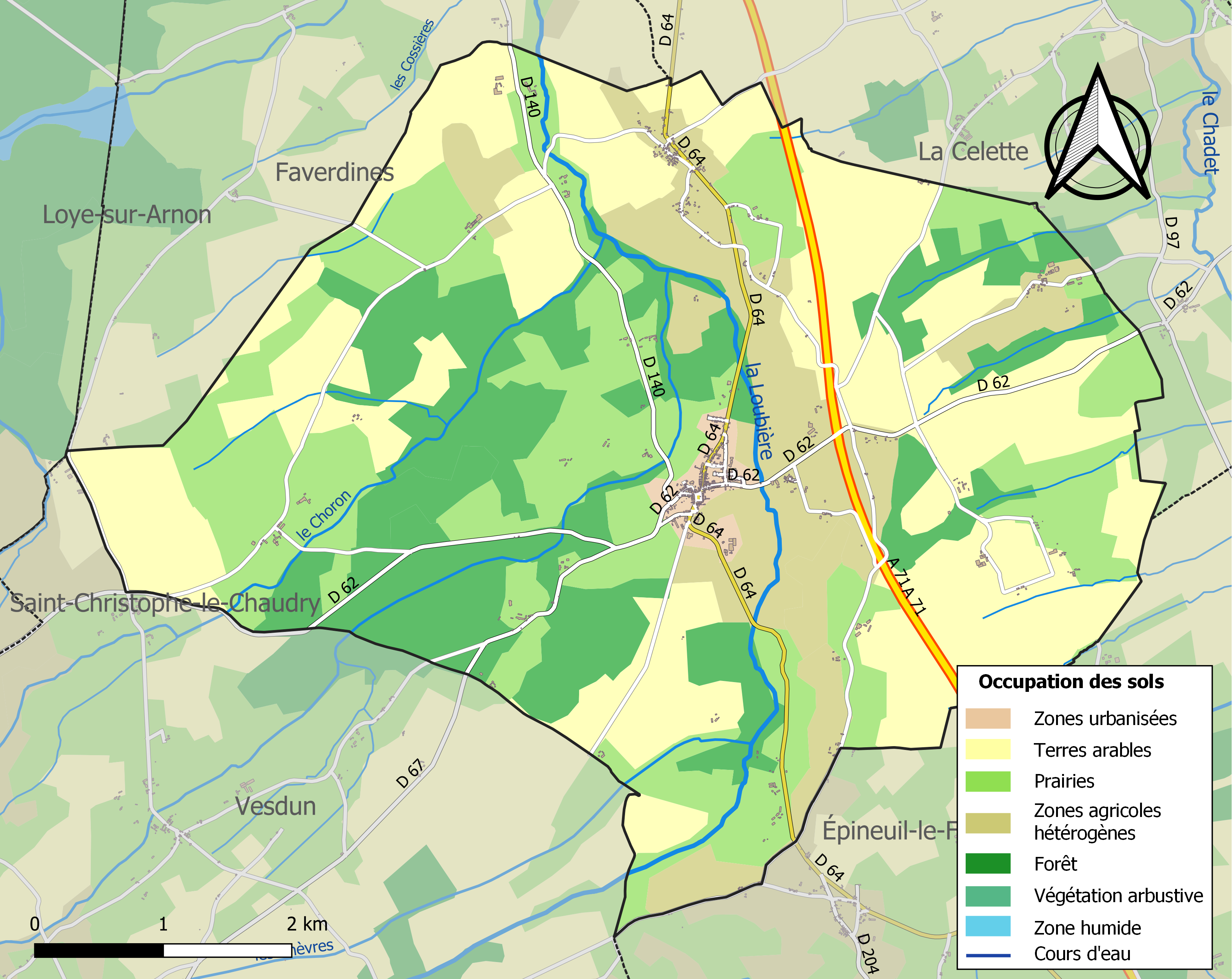
Carte des infrastructures et de l'occupation des sols de la commune en 2018 (CLC).

### Risques majeurs
Le territoire de la commune de Saulzais-le-Potier est vulnérable à différents aléas naturels : météorologiques (tempête, orage, neige, grand froid, canicule ou sécheresse), mouvements de terrains et séisme (sismicité faible). Il est également exposé à un risque technologique,  le transport de matières dangereuses. Un site publié par le BRGM permet d'évaluer simplement et rapidement les risques d'un bien localisé soit par son adresse soit par le numéro de sa parcelle.

#### Risques naturels

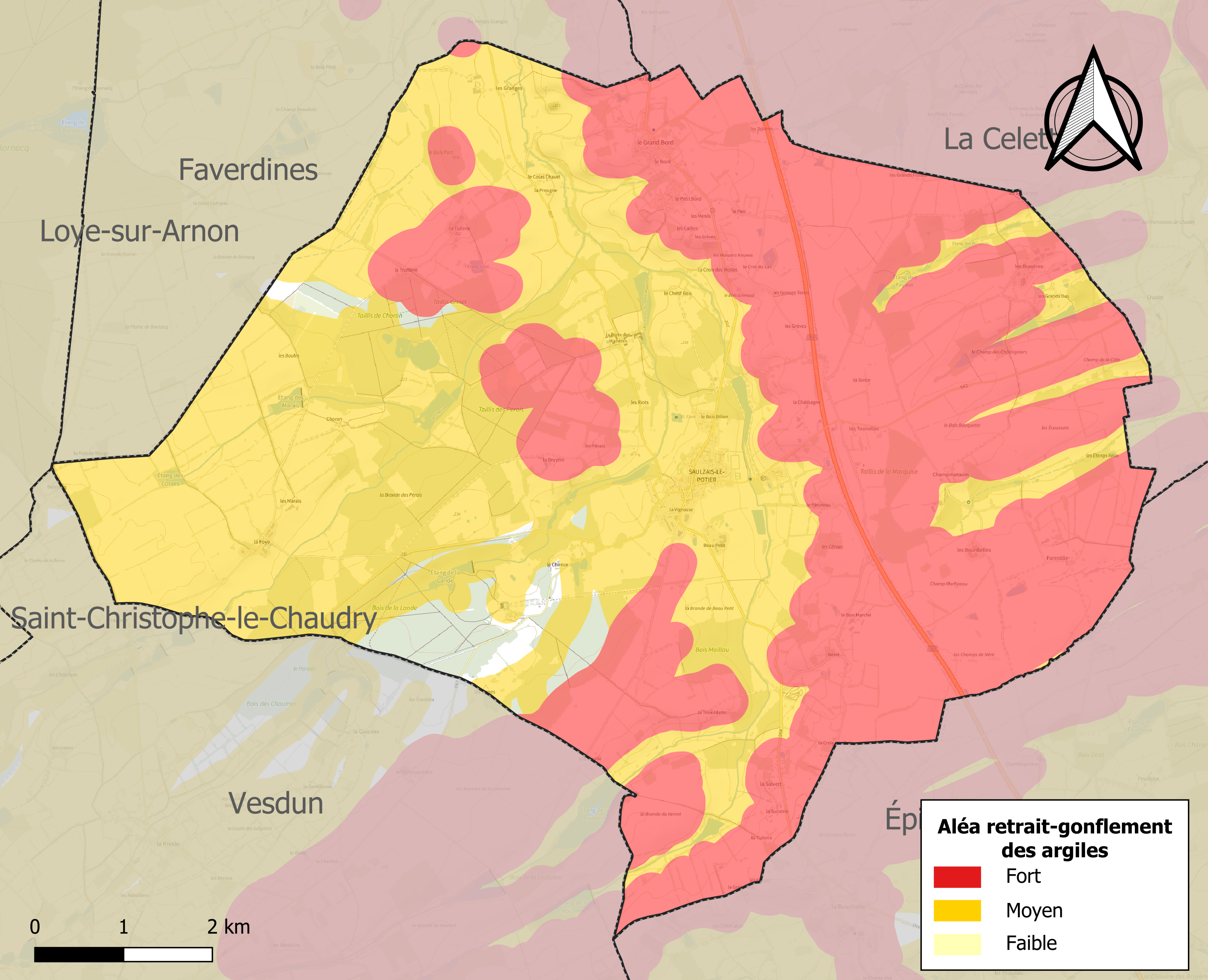
Carte des zones d'aléa retrait-gonflement des sols argileux de Saulzais-le-Potier.

La commune est vulnérable au risque de mouvements de terrains constitué principalement du retrait-gonflement des sols argileux. Cet aléa est susceptible d'engendrer des dommages importants aux bâtiments en cas d’alternance de périodes de sécheresse et de pluie. 96,8 % de la superficie communale est en aléa moyen ou fort (90 % au niveau départemental et 48,5 % au niveau national). Sur les 326 bâtiments dénombrés sur la commune en 2019, 322 sont en aléa moyen ou fort, soit 99 %, à comparer aux 83 % au niveau départemental et 54 % au niveau national. Une cartographie de l'exposition du territoire national au retrait gonflement des sols argileux est disponible sur le site du BRGM,.
Concernant les mouvements de terrains, la commune a été reconnue en état de catastrophe naturelle au titre des dommages causés par la sécheresse en 2018, 2019 et 2020 et par des mouvements de terrain en 1999.

#### Risques technologiques
Le risque de transport de matières dangereuses sur la commune est lié à sa traversée par des infrastructures routières ou ferroviaires importantes ou la présence d'une canalisation de transport d'hydrocarbures. Un accident se produisant sur de telles infrastructures est en effet susceptible d’avoir des effets graves au bâti ou aux personnes jusqu’à 350 m, selon la nature du matériau transporté. Des dispositions d’urbanisme peuvent être préconisées en conséquence.

## Histoire
Durant la Seconde Guerre mondiale, des familles juives parisiennes trouvèrent un excellent accueil à Saulzais-le-Potier et purent survivre à la Shoah.

### Toponymie
Sauzae, XIIe s. (Archives départementales du Cher-38 H, abbaye de Bussières) ; Sauzei, 1220 (Archives départementales du Cher-8 H, abbaye de Noirlac) ; Terra de Sauseyo, 1223 (Archives départementales du Cher-8 H, abbaye de Noirlac) ; Parrochia de Sauzaio, 1230 (Archives départementales du Cher-38 H, abbaye de Bussières) ; Parrochia de Sauzeia, 1259 (Archives départementales du Cher-8 H, abbaye de Noirlac) ; La ville et parroche de Sauzay, 1384 (Archives départementales du Cher-E, seigneurie de Saint-Amand-Montrond) ; Sauzay le Poutor, 1384 (Archives départementales du Cher-E, seigneurie de Saint-Amand-Montrond) ; La parroisse de Sauzay le Potier, 1384 (Archives départementales du Cher-38 H, abbaye de Bussières) ; Sauzay le Poter, 1385 (Archives départementales du Cher-E, seigneurie de Saint-Amand-Montrond) ; Parrochia de Sausayo Potherii, 1399 (Archives départementales du Cher-8 H, abbaye de Noirlac).
Saulzais : lieu planté de saules, c'est une forme de la langue d'oïl  que l'on retrouve en Bourbonnais et dans tout l'ouest de la France.
Le qualificatif Potier apparaît début XIVe s. ; il s’expliquerait par la présence de fabriques de poteries sur le territoire de la paroisse, mais le singulier suppose un nom de métier, devenu un nom de personne.

## Politique et administration
| Période                                  | Période                | Identité         | Étiquette | Qualité                                    |
| ---------------------------------------- | ---------------------- | ---------------- | --------- | ------------------------------------------ |
| Les données manquantes sont à compléter. |                        |                  |           |                                            |
| 1929                                     | juillet 1941 (révoqué) | M. Henri Valette | SFIO      | Révoqué par le Gouvernement de Vichy       |
| 1965                                     | 1977                   | Maxime Chagnon   | PSU       | Sabotier Conseiller général de 1958 à 1988 |
| mars 1983                                | 2014                   | Henri Ratel      | MoDem     |                                            |
| mars 2014                                | En cours               | Gérard Cardonel, |           | Ancien cadre                               |

## Démographie
L'évolution du nombre d'habitants est connue à travers les recensements de la population effectués dans la commune depuis 1793. Pour les communes de moins de 10 000 habitants, une enquête de recensement portant sur toute la population est réalisée tous les cinq ans, les populations de référence des années intermédiaires étant quant à elles estimées par interpolation ou extrapolation. Pour la commune, le premier recensement exhaustif entrant dans le cadre du nouveau dispositif a été réalisé en 2008.

En 2022, la commune comptait 476 habitants, en évolution de −4,61 % par rapport à 2016 (Cher : −2,48 %, France hors Mayotte : +2,11 %).
| 1793 | 1800 | 1806 | 1821 | 1831 | 1836 | 1841 | 1846 | 1851 |
| ---- | ---- | ---- | ---- | ---- | ---- | ---- | ---- | ---- |
| 572  | 353  | 351  | 654  | 691  | 872  | 863  | 888  | 891  |

| 1856 | 1861 | 1866 | 1872 | 1876 | 1881  | 1886  | 1891  | 1896  |
| ---- | ---- | ---- | ---- | ---- | ----- | ----- | ----- | ----- |
| 949  | 923  | 955  | 945  | 982  | 1 055 | 1 070 | 1 111 | 1 102 |

| 1901  | 1906  | 1911  | 1921 | 1926 | 1931 | 1936 | 1946 | 1954 |
| ----- | ----- | ----- | ---- | ---- | ---- | ---- | ---- | ---- |
| 1 034 | 1 048 | 1 027 | 854  | 857  | 858  | 808  | 809  | 751  |

| 1962 | 1968 | 1975 | 1982 | 1990 | 1999 | 2006 | 2008 | 2013 |
| ---- | ---- | ---- | ---- | ---- | ---- | ---- | ---- | ---- |
| 660  | 621  | 513  | 476  | 473  | 492  | 527  | 536  | 501  |

| 2018 | 2022 | - | - | - | - | - | - | - |
| ---- | ---- | - | - | - | - | - | - | - |
| 494  | 476  | - | - | - | - | - | - | - |

## Culture locale et patrimoine

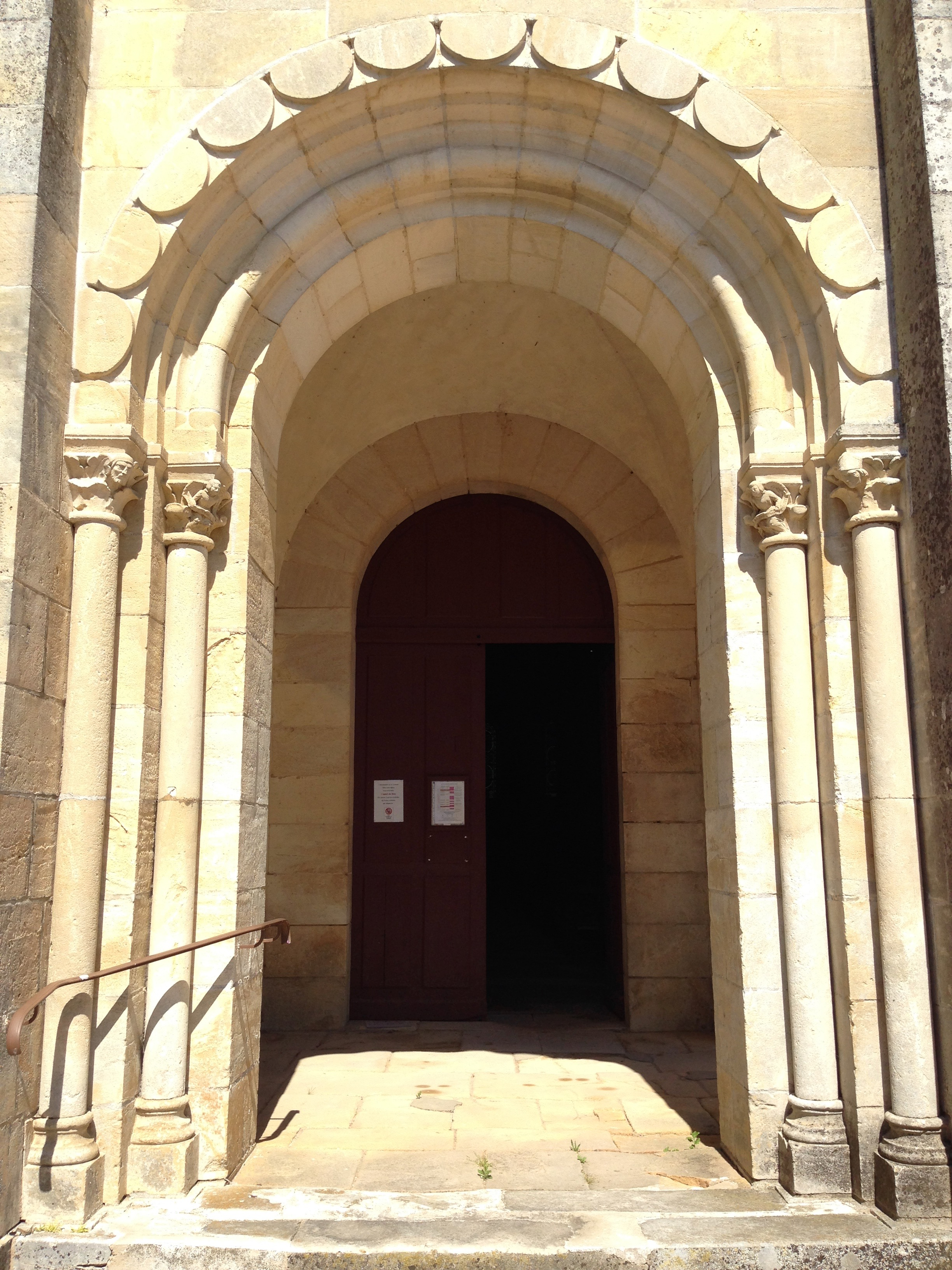
Portail de l'Église Saint-Oustrille.

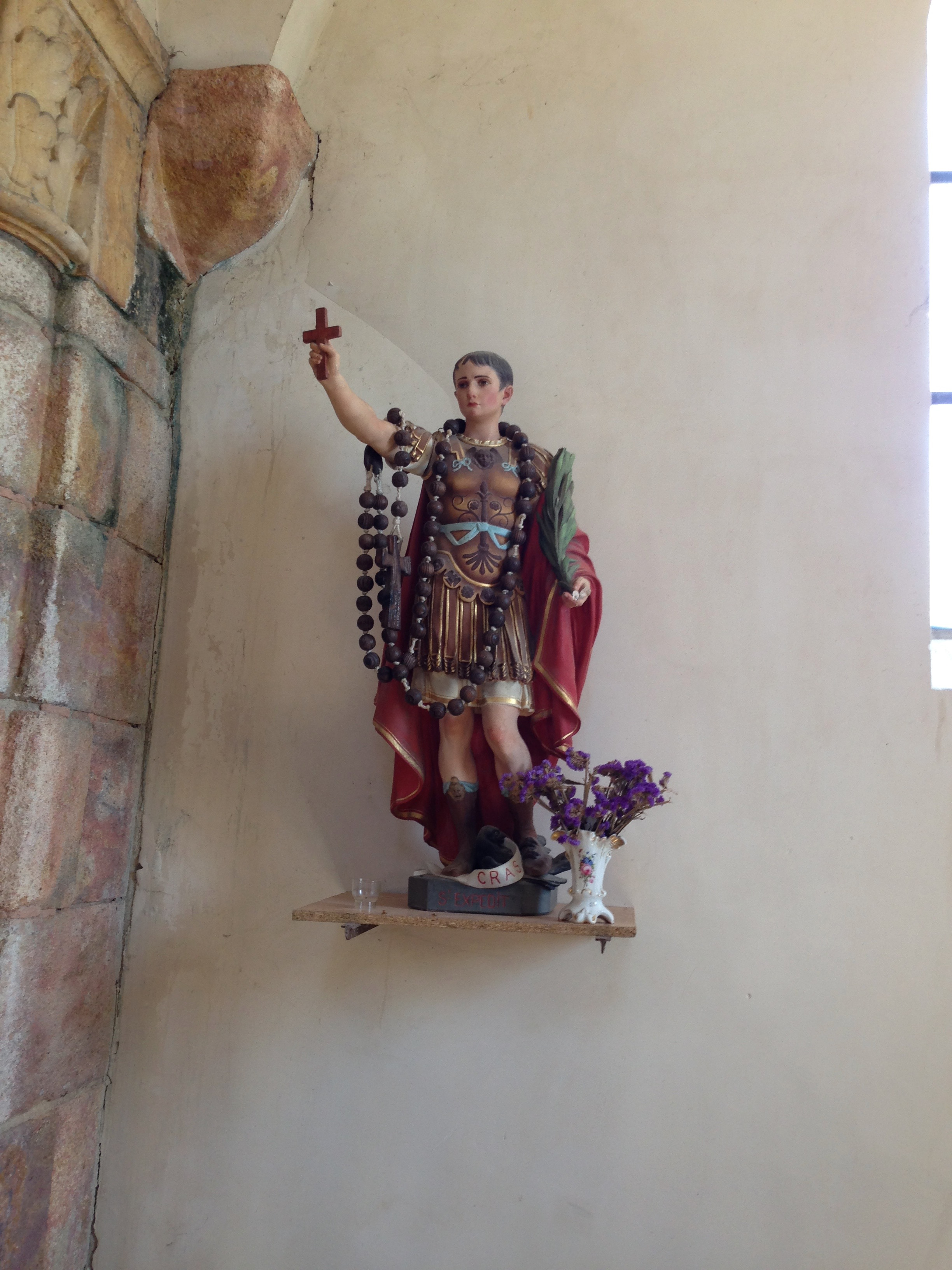
Statue de saint Expédit.

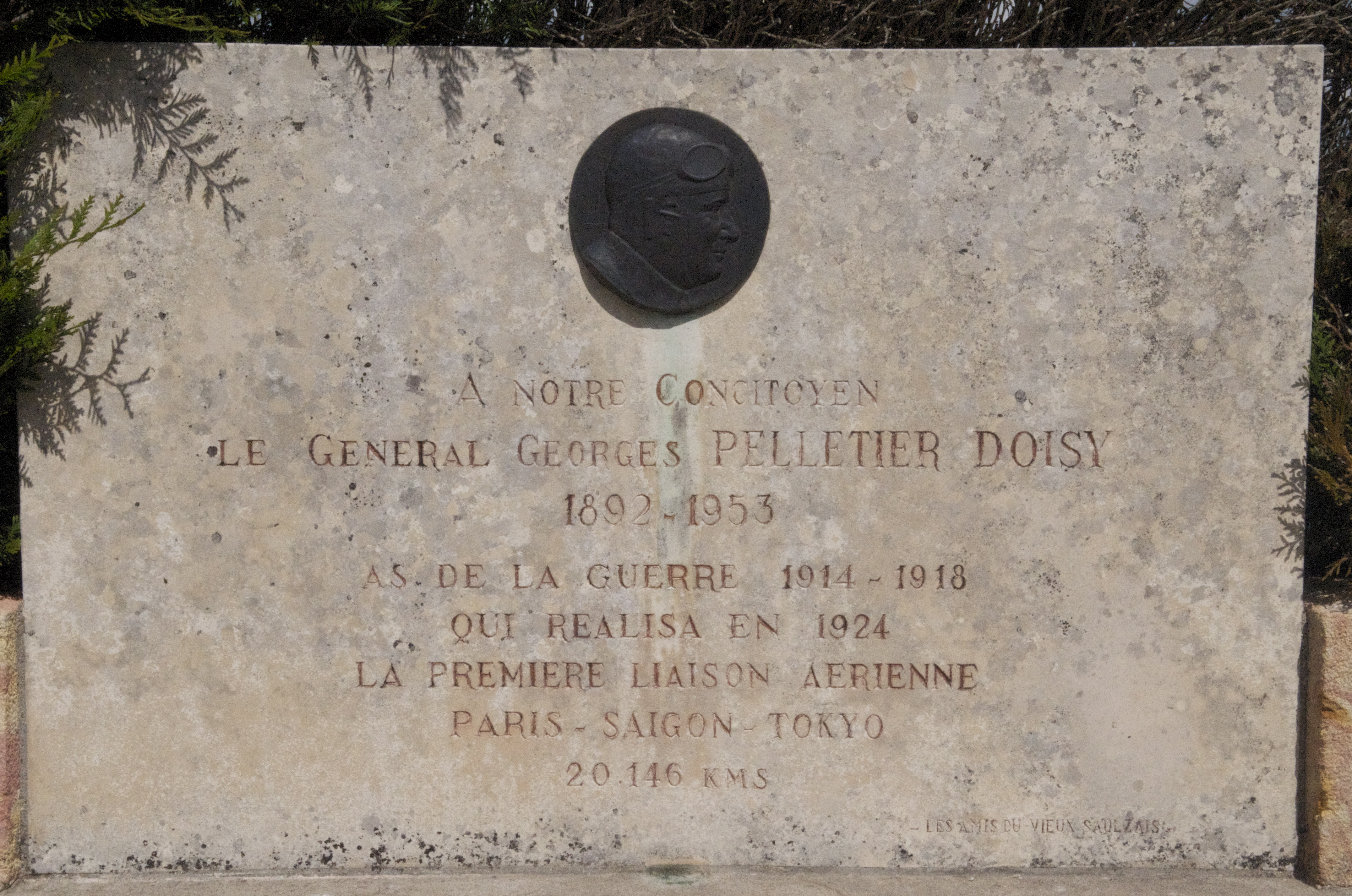
Monument en hommage à Georges Pelletier-Doisy.

### Lieux et monuments
- Église Saint-Oustrille (1860-1864) : de l’église précédente rebâtie au XIIe siècle, l’architecte réutilisa des piliers ronds et des arcs en grès rose de Saulzais. Cette église se situait sur l’assiette de la grande place. Au nord-ouest du bourg se trouvait le prieuré et sa chapelle, qui servait de presbytère au curé de la paroisse au XIXe siècle. La nouvelle église occupe l’assiette de cette chapelle, dont une pierre fut incrustée dans son chevet. Le clocher-porte fut élevé en pierre calcaire de La Celle-Bruère.
- Château de la Lande, la plate-forme du château de la Lande, les douves, dans l’ancienne basse-cour : les façades, côtés et toitures des bâtiments subsistant de la ferme XVIIIe siècle, savoir l’ancienne maison du fermier, l’ancien bâtiment d’habitation et le petit édifice rond élevé à l’angle sud, le bâtiment néo-classique et l’orangerie sont inscrits sur l’Inventaire supplémentaire des Monuments historiques par arrêté du 24 février 1992[26].
- Monument du Centre de la France (vers 1947) : ce monument fut érigé d'après les calculs de l'abbé Théophile Moreux, mathématicien et astronome de Bourges.

### Personnalités liées à la commune
- Georges Baraton, né à Saulzais-le-Potier le 12 avril 1904, champion de France de cross de 7 km en 1921, record de France du 800 m, du 1 000 m et du 1 600 m en 1925 et 1926, participe aux Jeux olympiques de Paris en 1924, champion du mile (1609 m) à Londres en 1924 et bat le record du monde du 1 000 m peu après.
- Georges Pelletier-Doisy (1892-1953), habitant de Saulzais-le-Potier, aviateur français ayant réalisé de nombreuses premières en avion. Un monument en son honneur est érigé dans le village.

### Héraldique
| Blason de Saulzais-le-Potier | Blason  | De gueules aux trois chevrons d’or, au pal du même brochant sur le tout.                         |
| Blason de Saulzais-le-Potier | Détails | Ce sont les armoiries de la famille du Peyroux. Le statut officiel du blason reste à déterminer. |

### Cadre de vie
Dans son palmarès 2016, le Conseil National des Villes et Villages Fleuris de France a attribué deux fleurs à la commune au Concours des villes et villages fleuris.